# Deng Wei
Deng Wei (en chino: 邓薇; Sanming, 14 de febrero de 1993) es una deportista china que compite en halterofilia.
Participó en los Juegos Olímpicos de Río de Janeiro 2016, obteniendo una medalla de oro en la categoría de 63 kg. Ganó cinco medallas de oro en el Campeonato Mundial de Halterofilia entre los años 2010 y 2019.
En diciembre de 2019 estableció una nueva plusmarca mundial en arrancada de la categoría de 64 kg (117 kg).

## Palmarés internacional
| Juegos Olímpicos   | Juegos Olímpicos         | Juegos Olímpicos | Juegos Olímpicos |
| Año                | Lugar                    | Medalla          | Categoría        |
| ------------------ | ------------------------ | ---------------- | ---------------- |
| 2016               | Río de Janeiro (Brasil)  | Medalla de oro   | 63 kg            |
| Campeonato Mundial |                          |                  |                  |
| Año                | Lugar                    | Medalla          | Categoría        |
| 2010               | Antalya (Turquía)        | Medalla de oro   | 58 kg            |
| 2014               | Almaty (Kazajistán)      | Medalla de oro   | 63 kg            |
| 2015               | Houston (Estados Unidos) | Medalla de oro   | 63 kg            |
| 2018               | Asjabad (Turkmenistán)   | Medalla de oro   | 64 kg            |
| 2019               | Pattaya (Tailandia)      | Medalla de oro   | 64 kg            |